# یوشیو کیکوگاوا
یوشیو کیکوگاوا (به انگلیسی: Yoshio Kikugawa) بازیکن فوتبال اهل ژاپن و عضو تیم ملی فوتبال ژاپن است که در تاریخ ۱۲ اکتبر ۱۹۶۹ میلادی اولین بازی ملی‌اش را انجام داد. او در ۱۶ بازی ملی حضور داشت و آخرین بازی ملی خود را در تاریخ ۱۳ اوت ۱۹۷۱ میلادی انجام داد. یوشیو کیکوگاوا در بازی‌های ملی‌اش
گلی به ثمر نرساند.